# دراجومير ميرسيك
دراجومير ميرسيك (بالسويدية: Dragomir Mrsic)‏ هو لاعب تايكوندو وممثل سويدي، ولد في 2 أكتوبر 1969 ببرييدور في البوسنة والهرسك.

## أعمال

### أفلام
- (2014) حافة الغد[4][5]

## وصلات خارجية
- دراجومير ميرسيك على موقع IMDb (الإنجليزية)
- دراجومير ميرسيك على موقع ألو سيني (الفرنسية)
- دراجومير ميرسيك على موقع أول موفي (الإنجليزية)
- دراجومير ميرسيك على موقع قاعدة بيانات الأفلام السويدية (السويدية)
- دراجومير ميرسيك على موقع قاعدة بيانات الفيلم (الإنجليزية)
- دراجومير ميرسيك على موقع كينوبويسك (الروسية)